# Groefleger

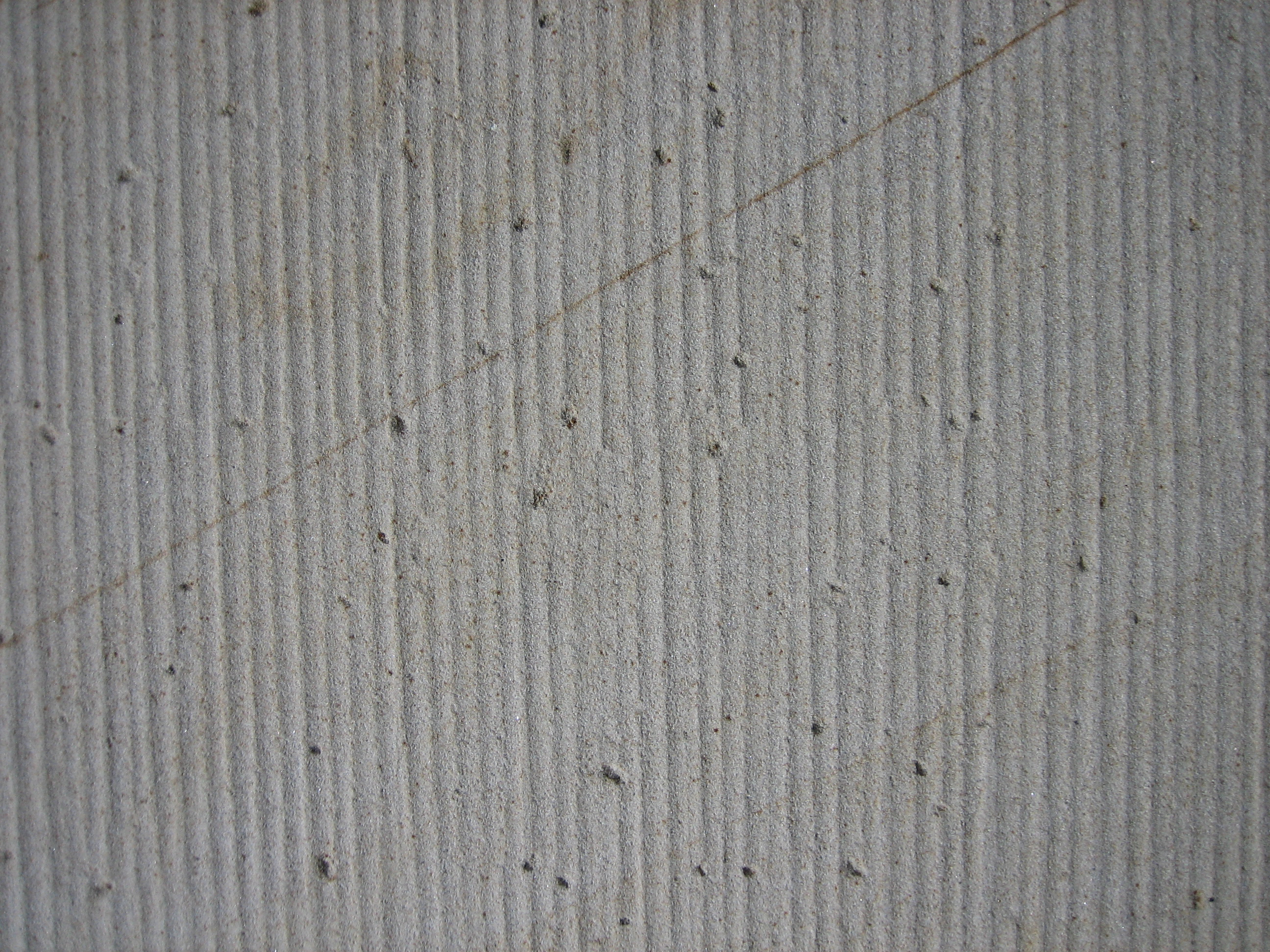
In dit gescharreerde oppervlak van een stuk zandsteen is goed de richting van het leger te herkennen; onder andere aan de dunne bruine lijnen

Een groefleger of leger is een term uit de natuursteenbewerking om de afzettingsrichting van natuursteen aan te duiden. Het zijn de lagen of de richting waarin het gesteente werd gevormd en vervolgens in de steengroeve wordt aangetroffen.
Vrijwel ieder gesteente heeft een bepaalde splijtrichting, maar de term leger wordt normaal alleen gebruikt voor gesteenten waarin deze duidelijk herkenbaar is en gevolgen heeft voor hetzij de bewerking ofwel de verwering. Dit is met name het geval bij afzettingsgesteenten (zoals zandsteen, kalkstenen en tufsteen) en metamorfe gesteenten (bijvoorbeeld marmer en gneis).
Over het algemeen worden deze steensoorten bij voorkeur niet verwerkt met staand leger, hetgeen wil zeggen dat de lagen verticaal zijn toegepast. Dit omdat bij verwering dan hele schollen steen kunnen loslaten en vallen, terwijl bij liggend leger (horizontaal verwerkte steen) alleen kleine stukjes afbrokkelen. Ook zijn veel steensoorten erg gevoelig voor druk tegen de afzettingsrichting in, zodat de steen splijt of barst als deze verticaal wordt toegepast.